# 新移民

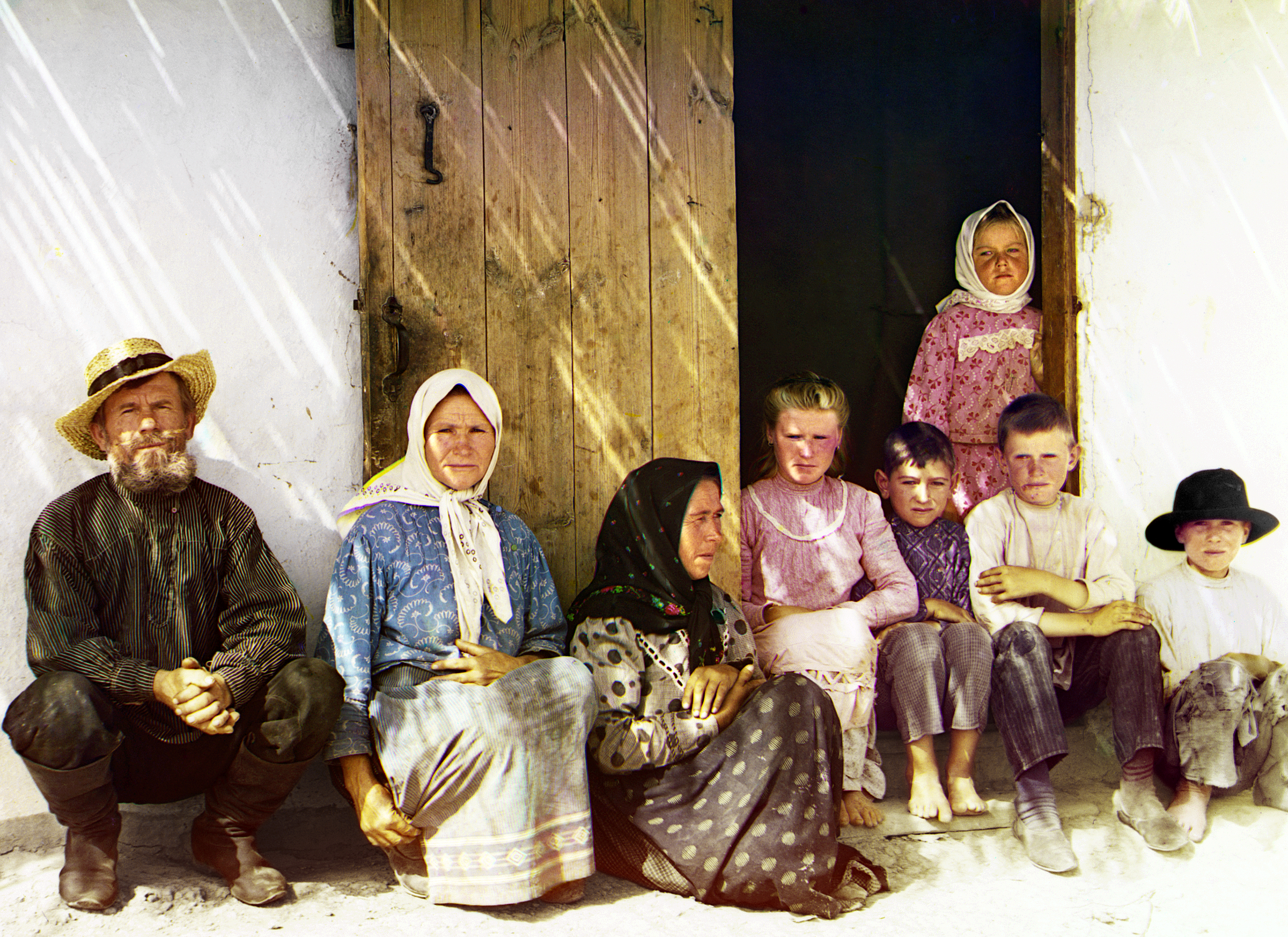
亞塞拜然的俄羅斯移民

新移民又稱為新住民，指剛移民到另一個國家或地區，語言文化上未融入當地社會、以及還未取得當地國籍或戶籍的人士。部份新移民本身的謀生技能及適應能力不及本地人士，令新移民不少停留在社會較低階層，需要社會保障的支援。 
新移民是相對於當地人而言，當地人有稱為原居民、原住民、當地土人等，例如美洲新大陸的印第安人是原居民，而白人則是美洲的「新移民」。 又例如所有第一代香港人，也曾經是新移民，因為他們都不是香港開埠時期的香港原居民，絕大部分由中國大陸移居香港。
在印度殖民歷史上，移居當地的歐洲人就是新移民，他們不少是居於印度的上流社會。 
新移民有多種類，例如投資移民、優才計劃、家庭團聚、政治庇護等。
當新移民居於當地超過某年數，加上其他條件，之後則可獲當地永久法律身份，但如不通當地語言，仍會被視為外人。

## 各地概況

### 臺灣
- 日治時期（1895－1945），日本當局曾吸引日本農民到臺灣東部開墾與定居，其中花蓮縣與台東縣的部分鄉鎮就是以日本聚落名稱命名，如瑞穗鄉、吉安鄉等；但這些短暫定居臺灣的日本移民因日本在二戰時戰敗而被迫全數遣返回國。（參見：台灣日治時期日本移民村）
- 1949年中國國民黨於國共內戰失利，中華民國政府與中華民國國軍被迫退守台灣，連帶引起約兩百餘萬名外省人抵達臺灣；後來國軍的大陳島撤退、一江山島戰役等軍民眷屬也被政府移往台灣的眷村居住。
- 在臺灣，雖除臺灣原住民族以外族群皆為移民族群，但臺灣新住民一詞通常表示1990年代以後移民臺灣之人士，若特指此前之移民族群則對應稱呼為舊移民。
- 1990年代以來，主要以東南亞國家與中國大陸等地人民，因透過通婚方式移居台灣，他們之中大部份是女性，新住民逐漸成為外籍配偶的稱呼；由於來自中國大陸的外籍配偶於台灣設立戶籍前的身分為大陸人民，加上兩岸政治上的隔閡，所以不稱為她們為「外省人」，而是台灣新住民。中華民國內政部統計新住民目前共有65萬人以上，其中主要來自中国大陆以及越南、印尼等東南亞地方。目前中華民國已有新住民擔任公職，包括總統府國策顧問胡清嫻（越南華人）、立法委員林麗蟬（柬埔寨華人）等。

### 香港
- 超過九成香港人的原居地和先祖皆來自中國大陸。主要原因是不少人民因國共內戰結束、中華人民共和國成立後遷移及逃難至香港。部分人原計劃經香港去台灣，但最終選擇在香港定居，並融入香港社會。
- 新移民主要是指1979年改革開放後及1997年香港回歸後用單程證移居香港的人。由於存在文化差異，部分新移民難以融入香港社會和生活，或者不認同香港核心價值。而非華裔的新移民則視為少數族裔。
- 新移民合法通常居於香港超過七年，就可成為香港永久居民。

### 美國
- 19世紀初，由於美國西部興起淘金熱，吸引了拉丁美洲的居民移往美國尋夢。
- 19世紀末，由於東亞與歐洲一連串的貧困與戰亂問題，許多華人、日本人、愛爾蘭人、德國人、義大利人大舉移往美國以求安頓的生活。
- 20世紀初前蘇聯史達林統治時期，發生了大清洗、烏克蘭大饑荒、卡廷大屠殺等慘案，東歐各國與蘇聯境內加盟共和國人民為了逃避史達林政權的迫害而大舉移民美國。
- 二戰前後，由於希特勒執掌的納粹德国，其政權發動了二次大戰及猶太人大屠殺，許多猶太人以及宗教界、商界、傳媒界與學術界的精英為了逃避納粹政權而移往美國。
- 1959年古巴总理菲德尔·卡斯特罗上台後，許多古巴難民為了躲避古巴共產黨的迫害，不惜任何代價逃往對岸的佛羅里達州及其他南方州份。

### 中南美洲
- 19世紀末至20世紀初，許多日本人前往中南美洲的移民，主要居住在秘魯及巴西等，其中曾任秘魯總統的藤森謙也為日裔拉丁美洲人之一。

### 澳大利亞
- 19世紀末，許多亞裔居民前往離亞洲較近的澳大利亞，引起了白人執政當局的敵視，故制定了「白澳政策」限制亞裔居民移入，甚至因此變相歧視澳洲的亞裔居民。白澳政策在1972年才結束。及後中華人民共和國與澳大利亞政府建立外交關係後，更多的中國人選擇移居澳大利亞。

### 巴勒斯坦
- 二戰結束後，由於受到猶太復國主義影響，曾為了躲避納粹迫害而倖存的海外猶太人得以回到猶太教義中的「上帝應許之地」而回到巴勒斯坦與周遭地區並成立以色列；但在猶太人遷入前，巴勒斯坦人長年居住在巴勒斯坦，他們反對聯合國在1947年分割猶太人57%巴勒斯坦土地的建議，希望把猶太人驅離而爆發了一連串的以阿衝突。最終以色列在多次戰爭中獲勝，1949年領土擴大至77%，六日戰爭後控制全境，並逐年在約旦河西岸擴大猶太殖民區，多年來一直受到國際社會的爭議，聯合國等國際組織一直要求以色列停止興建殖民區及隔離牆，但以色列一直未有理會。

### 德國
- 1961年起，東德建立了柏林圍牆包圍了西德控制下的西柏林，但有許多東德軍民不堪生活於共產黨的極權統治，冒著生命危險穿越柏林圍牆；同時東德其他地區的人民也藉由奧地利、瑞士等第三國逃到西德。
- 1970年代德國曾引入土耳其外勞，迄今有兩百餘萬人，形成一個大型外來族群，造成德國本國人與新移民間的就業、社會福利等層面上的種種爭議。

### 韓國
- 金日成奠基的朝鮮民主主義人民共和國是「金氏家族」世襲黨國體制，加上朝鲜先軍政治的國策，與蘇聯解體後，朝鮮執意發展核武，遭受國際經濟制裁的窘境影響下，朝鲜人民面臨嚴重的饑饉、貧困等問題。這些「脫北者」奮不顧身的逃往南方以求更好的生活，而大韓民國當局為了讓脫北者逐漸適應南北巨大的文化與生活型態差異，會將脫北者送進「再教育中心」很長一段時間；結束「再教育中心」課程後的脫北者會接受南韓政府人員的考核以檢驗忠誠度，通過考驗後才能歸化韓國國籍。不過，脫北者—旦正式成為大韓民國國民，將不能回到朝鲜。

### 波羅的海三國
- 愛沙尼亞、拉脫維亞與立陶宛三國，在1918~1940年間短暫獨立，後被蘇聯史達林政權併吞，其間有許多俄裔居民移居到波羅的海三小國境內，並成為境內最大股的少數民族。
- 蘇聯解體後，波羅的海三國宣布獨立，由於波羅的海三國有強烈的反俄情緒，加上當局對俄裔居民非常不友善，經常發生本土居民和俄裔居民的意識形態衝突。而俄語是否繼續成為教學語言也成為爭議，因為過去在蘇聯時期，俄語是必修語言。

### 新加坡
- 早年新加坡為馬來人的群居地，後來在明朝開始，華人大舉移居東南亞，而新加坡境內有相當規模的華人聚落。
- 19世紀，新加坡落入英國手中，在英國殖民時期有大量的歐裔移民前往新加坡。
- 後來有更多的印度泰米爾居民移入新加坡，並成為新加坡的主要族群之一。
- 現今，新加坡境內的主要族群為馬來人、華人、印度人、歐裔居民、泰米爾人等，因此方言複雜；但新加坡政府為了統一方言，遂推廣英語成為不同族群口頭交流的媒介。除了英語作為第一官方語言以外，華語、馬來語、泰米爾語亦是新加坡的官方語言。

## 外部連結
- Princeton Migration and Development Center （页面存档备份，存于）
- Harvard Family Research Project （页面存档备份，存于）
- UPenn Populations Studies Center
- UC Irvine Populations and Public Policy Center
- Newly Arrived Students in Hong Kong （页面存档备份，存于）
- MIT Migration （页面存档备份，存于）
- American Sociology Association -International Migration
- Sociological Studies on Immigration in China
- Russel Sage
- UCL, UK （页面存档备份，存于）
- CMSNY
- CEIFO
- Europe （页面存档备份，存于）